# Boy Meets Girl
Boy Meets Girl er en kortfilm fra 2008 instrueret af Søren Frellesen efter manuskript af Søren Frellesen og Nynne Bonnén Oldenburg.

## Handling
En manuskriptforfatter får audiens hos en kvindelig producer. De inspirerer hinanden både kunstnerisk og romantisk. Sammen fabulerer de over de enkelte scener, og legen udvikler sig til en kavalkade af forskellige filmgenrer, hvor de selv bliver hovedroller. En tour de force gennem alt fra fransk nouvelle vague, tysk discountporno og Ingmar Bergman til danske specialiteter a la Korch og dogme.